# Championnats d'Europe d'athlétisme par équipes 2023
Navigation
La 10e édition des Championnats d'Europe d'athlétisme par équipes se déroule du 20 au 25 juin 2023 à Chorzów en Pologne dans le cadre des Jeux européens.
Un changement de formule est opéré en 2023. Inscrite désormais dans le cadre des Jeux européens, la compétition se déroule sur un même site et aux mêmes dates. Les nations sont réparties en trois divisions : 16 nations composent la première division, 16 nations composent la deuxième division, et le reste des nations (15) s'affrontent dans la troisième division,. Le classement est établi en additionnant sans distinction les scores masculins et féminins.
Contrairement aux éditions précédentes, les athlètes reçoivent aussi des médailles individuelles au titre des Jeux européens.

## Calendrier
| 20 juin                    | 21 juin                    | 22 juin                    | 23 juin           | 24 juin           | 25 juin           |
| -------------------------- | -------------------------- | -------------------------- | ----------------- | ----------------- | ----------------- |
| Troisième division (matin) | Troisième division (matin) | Troisième division (matin) | Première division | Première division | Première division |
| Deuxième division (soir)   |                            |                            | Première division | Première division | Première division |

## Épreuves
Pour chacune des 3 divisions, 37 épreuves sont disputés lors de ces championnats d'Europe par équipes 2023 : 18 masculines, 18 féminines et une mixte
| Épreuves          | Hommes | Femmes | Mixte |
| ----------------- | ------ | ------ | ----- |
| 100 m             | X      | X      |       |
| 200 m             | X      | X      |       |
| 400 m             | X      | X      |       |
| 800 m             | X      | X      |       |
| 1 500 m           | X      | X      |       |
| 5 000 m           | X      | X      |       |
| 100 m haies       |        | X      |       |
| 110 m haies       | X      |        |       |
| 400 m haies       | X      | X      |       |
| 3 000 m steeple   | X      | X      |       |
| Relais 4 × 100 m  | X      | X      |       |
| Relais 4 × 400 m  |        |        | X     |
| Saut en hauteur   | X      | X      |       |
| Saut en longueur  | X      | X      |       |
| Saut à la perche  | X      | X      |       |
| Triple saut       | X      | X      |       |
| Lancer du poids   | X      | X      |       |
| Lancer du disque  | X      | X      |       |
| Lancer du marteau | X      | X      |       |
| Lancer du javelot | X      | X      |       |

## Médaillés
Les médailles individuelles sont déterminées par les meilleures performances établies sur l'ensemble des trois divisions.
- D1 : 1re division
- D2 : 2e division
- D3 : 3e division

### Hommes
| Épreuves          | Or                                                                            | Or                 | Argent                                                                      | Argent               | Bronze                                                         | Bronze               |
| ----------------- | ----------------------------------------------------------------------------- | ------------------ | --------------------------------------------------------------------------- | -------------------- | -------------------------------------------------------------- | -------------------- |
| 100 m             | Samuele Ceccarelli D1                                                         | 10 s 13 (=PB)      | Raphael Bouju D1                                                            | 10 s 14              | Jeremiah Azu D1                                                | 10 s 16 (=SB)        |
| 200 m             | Ryan Zézé D1                                                                  | 20 s 29 (SB)       | Albert Komański D1                                                          | 20 s 50              | Ján Volko D2                                                   | 20 s 53 (SB)         |
| 400 m             | Håvard Bentdal Ingvaldsen D1                                                  | 44 s 88 (CR)       | João Coelho D1                                                              | 45 s 05 (NR)         | Liemarvin Bonevacia D1                                         | 45 s 06 (SB)         |
| 800 m             | Ramon Wipfli D1                                                               | 1 min 46 s 73      | Filip Šnejdr D1                                                             | 1 min 46 s 84 (.833) | Mehmet Çelik D1                                                | 1 min 46 s 84 (.839) |
| 1 500 m           | Mohamed Katir D1                                                              | 3 min 36 s 95 (CR) | Isaac Nader D1                                                              | 3 min 37 s 37        | Niels Laros D1                                                 | 3 min 37 s 59        |
| 5 000 m           | Thierry Ndikumwenayo D1                                                       | 13 min 25 s 48     | Andreas Almgren D1                                                          | 13 min 25 s 70       | Yemaneberhan Crippa D1                                         | 13 min 34 s 29       |
| 3 000 m steeple   | Daniel Arce D1                                                                | 8 min 25 s 88      | Emil Blomberg D1                                                            | 8 min 26 s 27        | Zak Seddon D1                                                  | 8 min 27 s 42        |
| 110 m haies       | Jason Joseph D1                                                               | 13 s 12 (CR)       | Milan Trajkovic D2                                                          | 13 s 38 (SB)         | Enrique Llopis D1                                              | 13 s 44              |
| 400 m haies       | Alessandro Sibilio D1                                                         | 48 s 14 (SB)       | Rasmus Mägi D2                                                              | 48 s 63 (SB)         | İsmail Nezir D1                                                | 48 s 84 (=PB, =NJR)  |
| 4 × 100 m         | Allemagne D1- Julian Wagner - Marvin Schulte - Joshua Hartmann - Yannick Wolf | 38 s 34 (SB)       | Italie D1- Lorenzo Patta - Samuele Ceccarelli - Marco Ricci - Filippo Tortu | 38 s 47 (SB)         | France D1- Dylan Rigot - Jeff Erius - Ryan Zézé - Jimmy Vicaut | 38 s 51 (SB)         |
| Saut en hauteur   | Gianmarco Tamberi D1                                                          | 2,29 m             | Thomas Carmoy D1                                                            | 2,29 m               | Norbert Kobielski D1                                           | 2,26 m               |
| Saut à la perche  | Menno Vloon D1                                                                | 5,85 m             | Emmanouíl Karalís D1                                                        | 5,80 m               | Thibaut Collet D1                                              | 5,80 m               |
| Saut en longueur  | Miltiádis Tedóglou D1                                                         | 8,34 m (EL)        | Mattia Furlani D1                                                           | 7,97 m               | Simon Ehammer D1                                               | 7,95 m               |
| Triple saut       | Tobia Bocchi D1                                                               | 16,84 m            | Necati Er D1                                                                | 16,71 m              | Vladyslav Shepeliev D2                                         | 16,67 m (PB)         |
| Lancer du poids   | Zane Weir D1                                                                  | 21,59 m            | Filip Mihaljević D2                                                         | 21,33 m              | Scott Lincoln D1                                               | 21,10 m              |
| Lancer du javelot | Julian Weber D1                                                               | 82,26 m            | Edis Matusevičius D2                                                        | 84,22 m              | Artur Felfner D2                                               | 82,24 m              |
| Lancer du disque  | Kristjan Čeh D2                                                               | 69,94 m (CR)       | Daniel Ståhl D1                                                             | 67,25 m              | Andrius Gudžius D2                                             | 64,94 m              |
| Lancer du marteau | Wojciech Nowicki D1                                                           | 79,61 m            | Mykhaylo Kokhan D2                                                          | 77,03 m (SB)         | Thomas Mardal D1                                               | 76,50 m              |

### Femmes
| Épreuves          | Or                                                                    | Or                 | Argent                                                                                      | Argent             | Bronze                                                                | Bronze         |
| ----------------- | --------------------------------------------------------------------- | ------------------ | ------------------------------------------------------------------------------------------- | ------------------ | --------------------------------------------------------------------- | -------------- |
| 100 m             | Ewa Swoboda D1                                                        | 11 s 09 (CR)       | Rani Rosius D1                                                                              | 11 s 20 (=PB)      | N'Ketia Seedo D1                                                      | 11 s 24        |
| 200 m             | Lieke Klaver D1                                                       | 22 s 46 (PB)       | Olivia Fotopoulou D2                                                                        | 22 s 71 (PB)       | Bianca Williams D1                                                    | 22 s 75 (SB)   |
| 400 m             | Femke Bol D1                                                          | 49 s 82 (CR)       | Natalia Kaczmarek D1                                                                        | 50 s 34            | Andrea Miklós D2                                                      | 50 s 67 (PB)   |
| 800 m             | Nataliya Krol D2                                                      | 1 min 59 s 77 (SB) | Bianka Kéri D2                                                                              | 1 min 59 s 80 (PB) | Gabriela Gajanová D2                                                  | 1 min 59 s 92  |
| 1 500 m           | Claudia Bobocea D2                                                    | 4 min 8 s 68       | Vera Hoffmann D2                                                                            | 4 min 8 s 78       | Gabija Galvydyte D2                                                   | 4 min 9 s 49   |
| 5 000 m           | Agate Caune D2                                                        | 15 min 15 s 21     | Nadia Battocletti D1                                                                        | 15 min 25 s 09     | Hannah Nuttall D1                                                     | 15 min 29 s 49 |
| 3 000 m steeple   | Luiza Gega D3                                                         | 9 min 17 s 31      | Maruša Mišmaš-Zrimšek D2                                                                    | 9 min 23 s 41      | Greta Karinauskaitė D2                                                | 9 min 28 s 48  |
| 100 m haies       | Pia Skrzyszowska D1                                                   | 12 s 77 (SB)       | Nadine Visser D1                                                                            | 12 s 81            | Sarah Lavin D3                                                        | 12 s 82 (SB)   |
| 400 m haies       | Carolina Krafzik D1                                                   | 54 s 47 (SB)       | Ayomide Folorunso D1                                                                        | 54 s 79 (SB)       | Cathelijn Peeters D1                                                  | 54 s 97        |
| 4 × 100 m         | Pays-Bas D1- N'Ketia Seedo - Lieke Klaver - Jamile Samuel - Tasa Jiya | 42 s 61 (EL)       | Pologne D1- Marika Popowicz-Drapała - Monika Romaszko - Magdalena Stefanowicz - Ewa Swoboda | 42 s 97 (SB)       | Espagne D1- Carmen Marco - Paula García - Paula Sevilla - Jaël Bestué | 43 s 13 (SB)   |
| Saut en hauteur   | Yaroslava Mahuchikh D2                                                | 1,97 m             | Daniela Stanciu D2                                                                          | 1,94 m             | Nawal Meniker D1                                                      | 1,92 m         |
| Saut à la perche  | Wilma Murto D1                                                        | 4,71 m             | Tina Šutej D2                                                                               | 4,70 m             | Angelica Moser D1                                                     | 4,60 m         |
| Saut en longueur  | Milica Gardašević D2                                                  | 6,82 m             | Hilary Kpatcha D1                                                                           | 6,75 m             | Larissa Iapichino D1                                                  | 6,66 m         |
| Triple saut       | Maryna Bekh-Romanchuk D2                                              | 14,58 m            | Tuğba Danışmaz D1                                                                           | 14,16 m (NR)       | Ottavia Cestonaro D1                                                  | 14,09 m        |
| Lancer du poids   | Auriol Dongmo D1                                                      | 19,07 m            | Yemisi Ogunleye D1                                                                          | 18,85 m            | Axelina Johansson D1                                                  | 18,32 m        |
| Lancer du javelot | Līna Mūze D2                                                          | 62,38 m            | Nikola Ogrodníková D1                                                                       | 61,75 m            | Victoria Hudson D3                                                    | 60,27 m        |
| Lancer du disque  | Kristin Pudenz D1                                                     | 66,84 m (SB)       | Daisy Osakue D1                                                                             | 64,35 m            | Mélina Robert-Michon D1                                               | 64,21 m        |
| Lancer du marteau | Sara Fantini D1                                                       | 73,26 m (=SB)      | Bianca Perie-Ghelber D2                                                                     | 72,97 m            | Silja Kosonen D1                                                      | 72,34 m        |

### Mixte
| Épreuve   | Or                                                                         | Or                     | Argent                                                                            | Argent             | Bronze                                                                       | Bronze             |
| --------- | -------------------------------------------------------------------------- | ---------------------- | --------------------------------------------------------------------------------- | ------------------ | ---------------------------------------------------------------------------- | ------------------ |
| 4 × 400 m | Tchéquie D1- Matěj Krsek - Tereza Petržilková - Vít Müller - Lada Vondrová | 3 min 12 s 34 (CR, NR) | Pologne D1- Maks Szwed - Anna Kiełbasińska - Igor Bogaczyński - Natalia Kaczmarek | 3 min 12 s 87 (SB) | Belgique D1- Jonathan Sacoor - Camille Laus - Dylan Borlée - Cynthia Bolingo | 3 min 12 s 97 (SB) |

### Classement par équipes
| Épreuve                | Or     | Argent  | Bronze    |
| ---------------------- | ------ | ------- | --------- |
| Classement par équipes | Italie | Pologne | Allemagne |

### Tableau des médailles
Le classement prend en compte les médaillés individuels des 37 épreuves, et les médaillés par équipe.
- Pays organisateur (Pologne)

| Rang  | Nation      | Or | Argent | Bronze | Total |
| ----- | ----------- | -- | ------ | ------ | ----- |
| 1     | Italie      | 7  | 5      | 3      | 15    |
| 2     | Pays-Bas    | 4  | 2      | 4      | 10    |
| 3     | Allemagne   | 4  | 1      | 1      | 6     |
| 4     | Pologne     | 3  | 5      | 1      | 9     |
| 5     | Ukraine     | 3  | 1      | 2      | 6     |
| 6     | Espagne     | 3  | 0      | 2      | 5     |
| 7     | Suisse      | 2  | 0      | 2      | 4     |
| 8     | Lettonie    | 2  | 0      | 0      | 1     |
| 9     | Roumanie    | 1  | 2      | 1      | 4     |
| 10    | Tchéquie    | 1  | 2      | 0      | 3     |
| 10    | Portugal    | 1  | 2      | 0      | 3     |
| 10    | Slovénie    | 1  | 2      | 0      | 3     |
| 13    | France      | 1  | 1      | 4      | 6     |
| 14    | Grèce       | 1  | 1      | 0      | 2     |
| 15    | Finlande    | 1  | 0      | 1      | 2     |
| 15    | Norvège     | 1  | 0      | 1      | 2     |
| 17    | Albanie     | 1  | 0      | 0      | 1     |
| 17    | Serbie      | 1  | 0      | 0      | 1     |
| 19    | Suède       | 0  | 3      | 1      | 4     |
| 20    | Turquie     | 0  | 2      | 2      | 4     |
| 21    | Belgique    | 0  | 2      | 1      | 3     |
| 22    | Chypre      | 0  | 2      | 0      | 2     |
| 23    | Lituanie    | 0  | 1      | 3      | 4     |
| 24    | Croatie     | 0  | 1      | 0      | 1     |
| 24    | Estonie     | 0  | 1      | 0      | 1     |
| 24    | Luxembourg  | 0  | 1      | 0      | 1     |
| 28    | Royaume-Uni | 0  | 0      | 5      | 5     |
| 29    | Slovaquie   | 0  | 0      | 2      | 2     |
| 30    | Autriche    | 0  | 0      | 1      | 1     |
| 30    | Irlande     | 0  | 0      | 1      | 1     |
| Total | Total       | 38 | 38     | 38     | 114   |

## Première division

### Pays participants

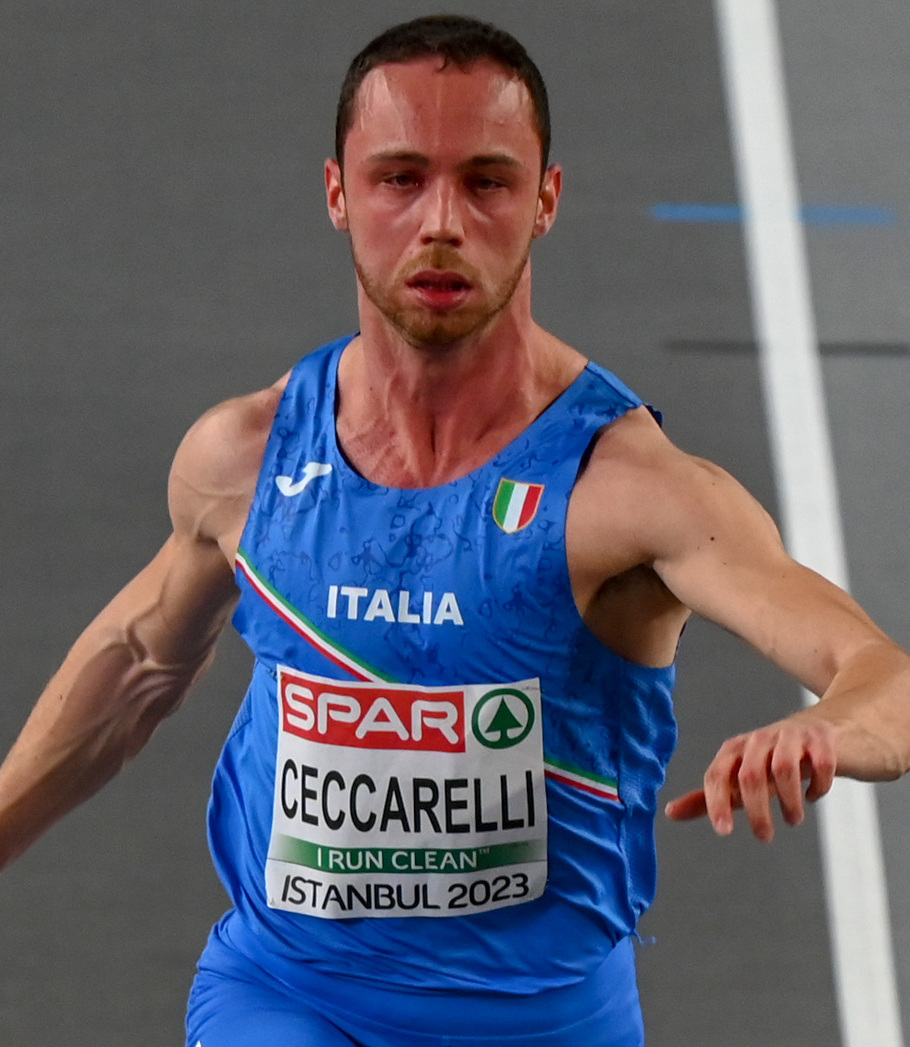
L'Italien Samuele Ceccarelli remporte l'épreuve du 100 m masculin

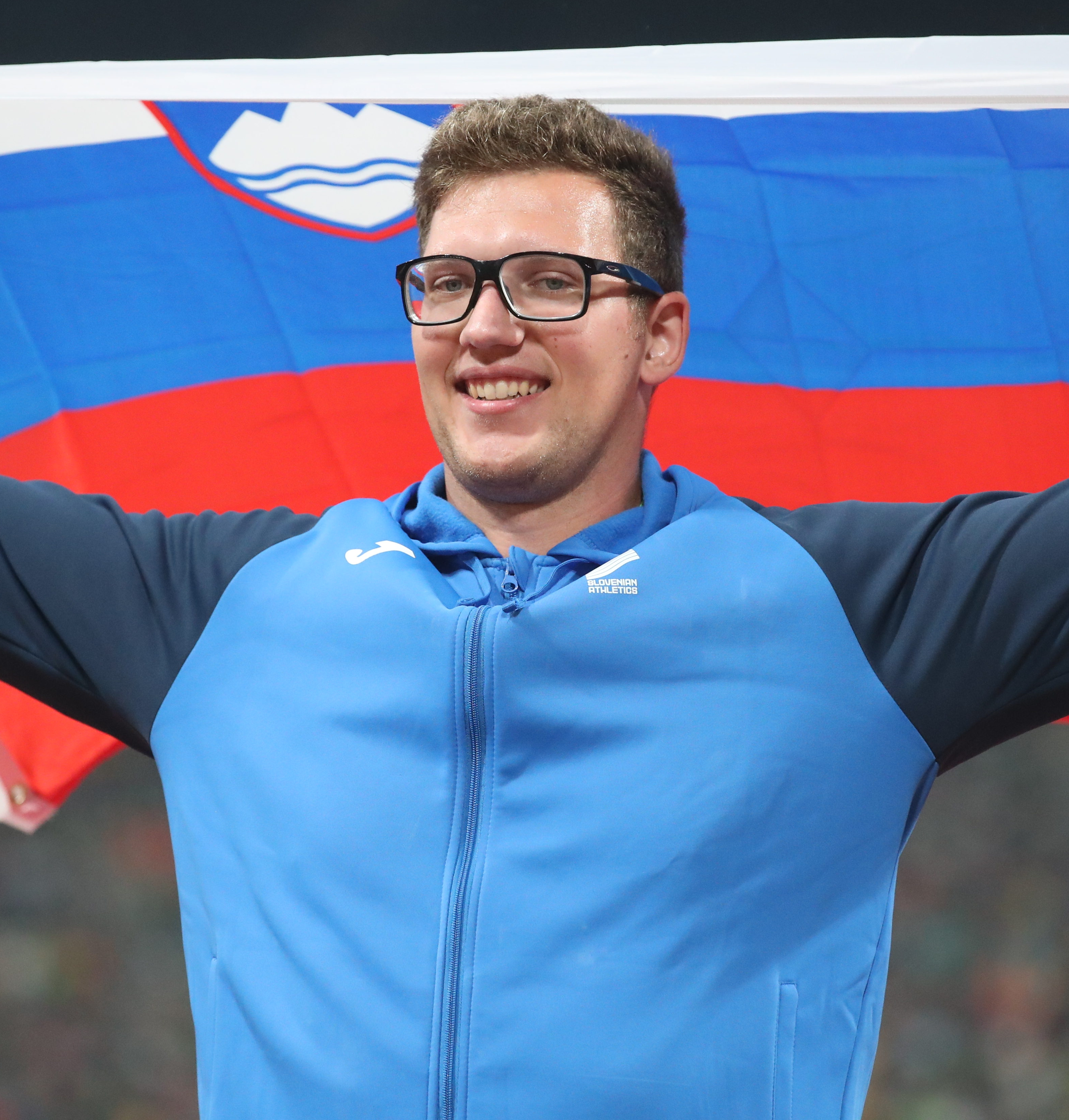
Le Slovène Kristjan Čeh remporte l'épreuve du lancer du disque masculin.

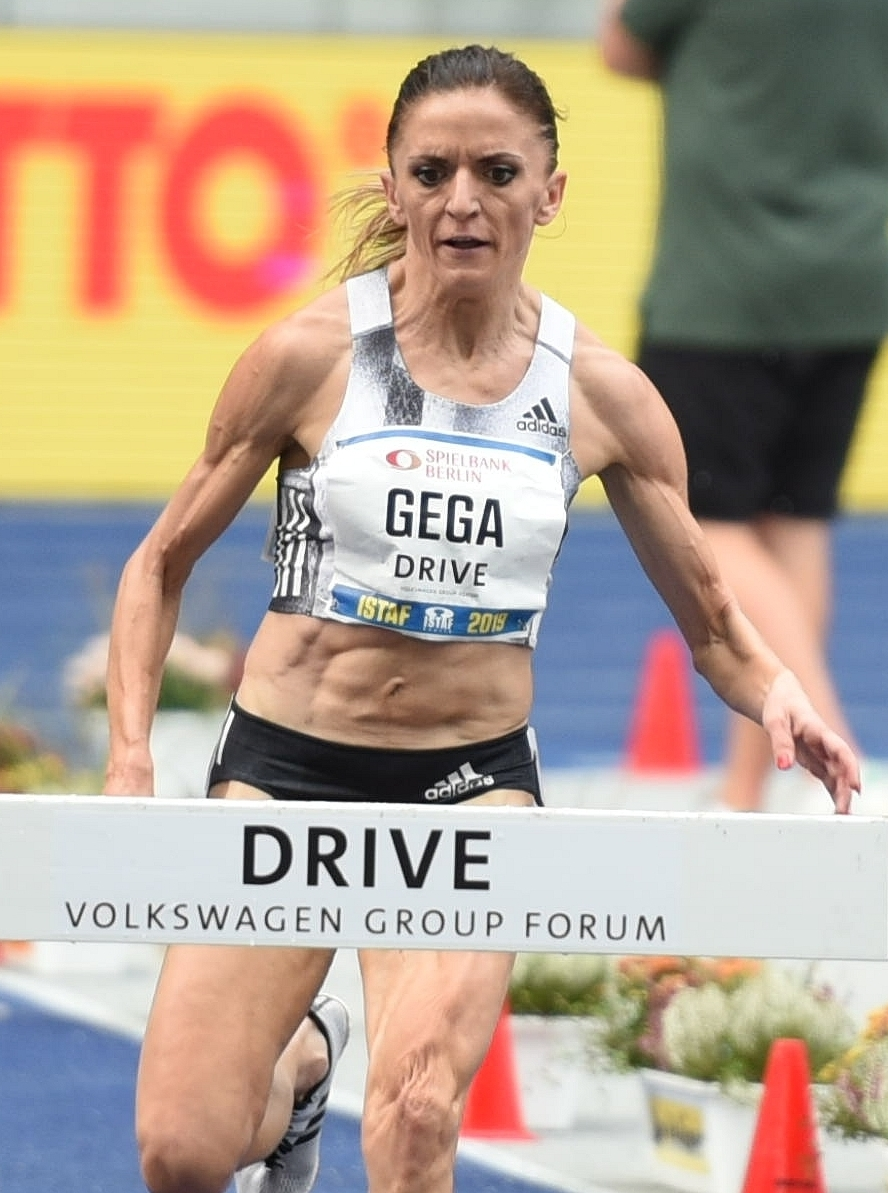
L'Albanaise Luiza Gega remporte l'épreuve du 3000 m steeple féminin.

- Allemagne
- Belgique
- Espagne
- Finlande
- France
- Grande-Bretagne
- Grèce
- Italie
- Norvège
- Pays-Bas
- Pologne
- Portugal
- Suède
- Suisse
- Tchéquie
- Turquie

### Classement général
- Vainqueur de la compétition.
- Médaillé d'argent
- Médaillé de bronze
- Les trois derniers sont relégués en deuxième division.

| Rang | Pays            | 1er | 1er | 2e | 2e  | 3e | 3e  | 4e | 4e  | 5e | 5e  | 6e | 6e    | 7e | 7e  | 8e | 8e    | 9e | 9e  | 10e | 10e   | 11e | 11e   | 12e | 12e   | 13e | 13e   | 14e | 14e | 15e | 15e | 16e | 16e | Total  |
| Rang | Pays            | Pl  | Pts | Pl | Pts | Pl | Pts | Pl | Pts | Pl | Pts | Pl | Pts   | Pl | Pts | Pl | Pts   | Pl | Pts | Pl  | Pts   | Pl  | Pts   | Pl  | Pts   | Pl  | Pts   | Pl  | Pts | Pl  | Pts | Pl  | Pts | Total  |
| --- | --------------- | --- | --- | -- | --- | -- | --- | -- | --- | -- | --- | -- | ----- | -- | --- | -- | ----- | -- | --- | --- | ----- | --- | ----- | --- | ----- | --- | ----- | --- | --- | --- | --- | --- | --- | ------ |
| 1 | Italie          | 7   | 112 | 6  | 90  | 3  | 42  | 3  | 39  | 4  | 48  | 2  | 21,50 | 2  | 20  | 1  | 9     | 0  | 0   | 1   | 6,50  | 3   | 18    | 3   | 14,50 | 0   | 0     | 2   | 6   | 0   | 0   | 0   | 0   | 426,50 |
| 2 | Pologne         | 4   | 64  | 5  | 75  | 4  | 56  | 4  | 52  | 1  | 12  | 2  | 22    | 3  | 30  | 3  | 27    | 3  | 24  | 3   | 20,50 | 0   | 0     | 2   | 10    | 1   | 4     | 2   | 6   | 0   | 0   | 0   | 0   | 402,50 |
| 3 | Allemagne       | 4   | 64  | 3  | 45  | 2  | 28  | 6  | 78  | 4  | 48  | 4  | 43,50 | 2  | 20  | 1  | 9     | 3  | 24  | 1   | 7     | 1   | 6     | 1   | 5     | 1   | 4     | 1   | 3   | 1   | 2   | 1   | 1   | 387,50 |
| 4 | Espagne         | 4   | 64  | 1  | 15  | 4  | 56  | 2  | 26  | 4  | 48  | 2  | 22    | 3  | 30  | 2  | 18    | 2  | 16  | 0   | 0     | 1   | 3     | 8   | 39    | 2   | 8     | 1   | 3   | 0   | 0   | 1   | 1   | 352    |
| 5 | Grande-Bretagne | 0   | 0   | 4  | 60  | 3  | 42  | 3  | 39  | 8  | 96  | 4  | 44    | 1  | 10  | 0  | 0     | 2  | 16  | 0   | 0     | 1   | 5,50  | 1   | 5     | 3   | 11,50 | 2   | 6   | 3   | 6   | 0   | 0   | 341    |
| 6 | Pays-Bas        | 4   | 64  | 2  | 30  | 5  | 70  | 4  | 52  | 1  | 12  | 0  | 0     | 0  | 0   | 3  | 26,50 | 1  | 8   | 2   | 14    | 5   | 30    | 2   | 10    | 3   | 12    | 3   | 9   | 0   | 0   | 2   | 2   | 339,50 |
| 7 | France          | 3   | 48  | 1  | 15  | 4  | 56  | 3  | 39  | 0  | 0   | 4  | 43,50 | 2  | 20  | 5  | 44,50 | 1  | 8   | 3   | 21    | 4   | 24    | 1   | 4,50  | 3   | 12    | 0   | 0   | 1   | 2   | 0   | 0   | 337,50 |
| 8 | Portugal        | 1   | 16  | 2  | 30  | 1  | 14  | 2  | 26  | 1  | 12  | 5  | 54,50 | 4  | 40  | 6  | 54    | 1  | 8   | 2   | 14    | 3   | 17,50 | 3   | 15    | 2   | 8     | 1   | 3   | 0   | 0   | 3   | 3   | 315    |
| 9 | Tchéquie        | 2   |     | 1  |     | 2  |     | 1  |     | 2  |     | 3  |       | 0  |     | 5  |       | 5  |     | 5   |       | 2   |       | 1   |       | 2   |       | 1   |     | 3   |     | 1   |     | 303,50 |
| 10 | Suède           | 1   |     | 2  |     | 2  |     | 1  |     | 3  |     | 3  |       | 1  |     | 2  |       | 3  |     | 2   |       | 4   |       | 2   |       | 2   |       | 4   |     | 3   |     | 1   |     | 283    |
| 11 | Finlande        | 1   |     | 1  |     | 0  |     | 4  |     | 2  |     | 2  |       | 3  |     | 4  |       | 1  |     | 4   |       | 3   |       | 1   |       | 2   |       | 2   |     | 2   |     | 2   |     | 282,50 |
| 12 | Suisse          | 3   |     | 1  |     | 1  |     | 0  |     | 4  |     | 1  |       | 3  |     | 2  |       | 2  |     | 1   |       | 0   |       | 4   |       | 4   |       | 4   |     | 2   |     | 4   |     | 263    |
| 13 | Grèce           | 1   |     | 1  |     | 3  |     | 0  |     | 2  |     | 2  |       | 3  |     | 0  |       | 2  |     | 4   |       | 3   |       | 3   |       | 0   |       | 3   |     | 7   |     | 5   |     | 256,50 |
| 14 | Belgique        | 0   |     | 4  |     | 2  |     | 1  |     | 1  |     | 0  |       | 2  |     | 2  |       | 2  |     | 5   |       | 2   |       | 1   |       | 0   |       | 5   |     | 7   |     | 2   |     | 250    |
| 15 | Turquie         | 1   |     | 2  |     | 1  |     | 2  |     | 0  |     | 1  |       | 3  |     | 0  |       | 2  |     | 4   |       | 4   |       | 3   |       | 2   |       | 2   |     | 6   |     | 1   |     | 245    |
| 16 | Norvège         | 1   |     | 1  |     | 0  |     | 1  |     | 0  |     | 4  |       | 3  |     | 1  |       | 5  |     | 1   |       | 1   |       | 2   |       | 5   |       | 1   |     | 2   |     | 6   |     | 223    |
| 1er : 16 pts ; 2e : 15 pts ; 3e : 14 pts ; 4e : 13 pts ; 5e : 12 pts ; 6e : 11 pts ; 7e : 10 pts ; 8e : 9 pts ; 9e : 8 pts ; 10e : 7 pts ; 11e : 6 pts ; 12e : 5 pts ; 13e : 4 pts ; 14e : 3 pts ; 15e : 2 pts ; 16e : 1 pt Aucun point n'est attribué en cas de disqualification, d'abandon, et lorsqu'un athlète ne réalise pas de marque mesurée lors d'un concours En cas d'égalité, les athlètes se partagent le même nombre de points. |                 |     |     |    |     |    |     |    |     |    |     |    |       |    |     |    |       |    |     |     |       |     |       |     |       |     |       |     |     |     |     |     |     |        |

## Deuxième division

### Pays participants
- Bulgarie
- Croatie
- Chypre
- Danemark
- Estonie
- Hongrie
- Islande
- Lettonie
- Lituanie
- Luxembourg
- Moldavie
- Roumanie
- Serbie
- Slovaquie
- Slovénie
- Ukraine

### Classement général
- Les trois premiers sont promus en première division.
- Les trois derniers sont relégués en troisième division.

| 1 | Hongrie    | 5 | 6 | 6 | 3 | 5 | 3 | 3 | 0 | 3 | 0 | 0 | 1 | 0 | 0 | 0 | 0 | 456,5 |
| 2 | Ukraine    | 7 | 3 | 3 | 7 | 1 | 3 | 1 | 7 | 1 | 0 | 0 | 0 | 1 | 0 | 0 | 0 | 435,5 |
| 3 | Lituanie   | 1 | 6 | 3 | 5 | 2 | 1 | 1 | 2 | 3 | 2 | 5 | 2 | 1 | 1 | 0 | 0 | 372,5 |
| 4 | Slovénie   | 4 | 4 | 1 | 3 | 0 | 2 | 7 | 1 | 1 | 2 | 2 | 3 | 1 | 0 | 0 | 0 | 372   |
| 5 | Roumanie   | 3 | 3 | 2 | 2 | 6 | 0 | 2 | 3 | 3 | 4 | 1 | 2 | 1 | 1 | 1 | 1 | 344   |
| 6 | Danemark   | 1 | 2 | 5 | 1 | 3 | 4 | 1 | 1 | 2 | 2 | 2 | 3 | 5 | 1 | 1 | 2 | 312   |
| 7 | Serbie     | 3 | 1 | 2 | 3 | 3 | 2 | 4 | 0 | 2 | 2 | 3 | 2 | 2 | 3 | 1 | 2 | 307   |
| 8 | Slovaquie  | 2 | 0 | 2 | 3 | 2 | 2 | 2 | 2 | 4 | 4 | 3 | 3 | 1 | 2 | 2 | 0 | 302   |
| 9 | Croatie    | 3 | 0 | 2 | 2 | 2 | 2 | 1 | 2 | 4 | 4 | 1 | 2 | 3 | 6 | 2 | 0 | 301,5 |
| 10 | Estonie    | 1 | 2 | 2 | 2 | 1 | 3 | 3 | 4 | 2 | 3 | 2 | 2 | 3 | 1 | 2 | 0 | 298,5 |
| 11 | Bulgarie   | 1 | 1 | 4 | 1 | 2 | 1 | 3 | 3 | 4 | 3 | 3 | 2 | 4 | 1 | 3 | 1 | 298,5 |
| 12 | Chypre     | 2 | 2 | 1 | 1 | 3 | 4 | 1 | 2 | 2 | 3 | 3 | 2 | 2 | 4 | 2 | 2 | 288   |
| 13 | Lettonie   | 2 | 1 | 1 | 2 | 4 | 2 | 2 | 2 | 2 | 2 | 3 | 3 | 2 | 3 | 2 | 2 | 283,5 |
| 14 | Islande    | 0 | 1 | 2 | 0 | 0 | 3 | 2 | 3 | 4 | 5 | 2 | 4 | 1 | 3 | 2 | 3 | 246,5 |
| 15 | Luxembourg | 1 | 3 | 0 | 0 | 1 | 2 | 1 | 1 | 0 | 1 | 3 | 2 | 5 | 5 | 6 | 2 | 198   |
| 16 | Moldavie   | 0 | 1 | 1 | 2 | 1 | 0 | 1 | 2 | 0 | 0 | 4 | 3 | 2 | 3 | 6 | 7 | 170   |
| 1er : 16 pts ; 2e : 15 pts ; 3e : 14 pts ; 4e : 13 pts ; 5e : 12 pts ; 6e : 11 pts ; 7e : 10 pts ; 8e : 9 pts ; 9e : 8 pts ; 10e : 7 pts ; 11e : 6 pts ; 12e : 5 pts ; 13e : 4 pts ; 14e : 3 pts ; 15e : 2 pts ; 16e : 1 pt Aucun point n'est attribué en cas de disqualification, d'abandon, et lorsqu'un athlète ne réalise pas de marque mesurée lors d'un concours En cas d'égalité, les athlètes se partagent le même nombre de points. |            |   |   |   |   |   |   |   |   |   |   |   |   |   |   |   |   |       |

## Troisième division

### Pays participants
- AASSE*
- Albanie
- Andorre
- Arménie
- Autriche
- Azerbaïdjan
- Bosnie-Herzégovine
- Géorgie
- Irlande
- Israël
- Kosovo
- Malte
- Macédoine du Nord
- Monténégro
- Saint-Marin

(*) L'Association d'athlétisme des petits États d'Europe (AASSE) regroupe les athlètes de  Gibraltar,  Liechtenstein et de  Monaco.

### Classement général
- Les trois premiers sont promus en deuxième division.

| 1 | Irlande            | 14 | 8 | 9 | 2 | 2 | 0 | 1 | 0 | 0 | 0 | 0 | 0 | 0 | 0  | 0 | 494   |
| 2 | Autriche           | 9  | 9 | 6 | 7 | 2 | 1 | 0 | 0 | 1 | 0 | 0 | 0 | 0 | 0  | 0 | 473,5 |
| 3 | Israël             | 1  | 7 | 7 | 9 | 2 | 5 | 2 | 1 | 0 | 0 | 0 | 0 | 0 | 0  | 0 | 434   |
| 4 | Bosnie-Herzégovine | 2  | 2 | 0 | 6 | 0 | 8 | 8 | 5 | 2 | 0 | 0 | 1 | 0 | 0  | 0 | 363   |
| 5 | Malte              | 1  | 3 | 1 | 3 | 7 | 6 | 4 | 3 | 2 | 0 | 3 | 2 | 0 | 1  | 0 | 352,5 |
| 6 | Géorgie            | 1  | 2 | 2 | 4 | 1 | 1 | 4 | 3 | 7 | 1 | 2 | 4 | 3 | 1  | 0 | 290   |
| 7 | Andorre            | 1  | 1 | 1 | 1 | 3 | 2 | 2 | 6 | 6 | 2 | 2 | 4 | 4 | 2  | 0 | 269   |
| 8 | Monténégro         | 1  | 2 | 2 | 1 | 2 | 1 | 3 | 4 | 3 | 2 | 6 | 1 | 5 | 2  | 0 | 258   |
| 9 | Albanie            | 3  | 0 | 2 | 1 | 3 | 2 | 4 | 3 | 2 | 5 | 2 | 1 | 1 | 0  | 0 | 257   |
| 10 | Arménie            | 1  | 1 | 2 | 1 | 2 | 4 | 4 | 3 | 1 | 2 | 6 | 2 | 3 | 0  | 0 | 255   |
| 11 | Macédoine du Nord  | 1  | 0 | 0 | 0 | 3 | 3 | 2 | 3 | 6 | 5 | 4 | 5 | 1 | 0  | 0 | 235   |
| 12 | Saint-Marin        | 0  | 1 | 3 | 0 | 1 | 1 | 0 | 3 | 2 | 6 | 2 | 3 | 4 | 4  | 2 | 192   |
| 13 | Azerbaïdjan        | 2  | 1 | 0 | 0 | 2 | 2 | 3 | 1 | 1 | 6 | 2 | 1 | 0 | 1  | 0 | 180   |
| 14 | Kosovo             | 0  | 0 | 1 | 0 | 3 | 0 | 0 | 1 | 2 | 5 | 2 | 5 | 2 | 37 | 0 | 150   |
| 15 | AASSE              | 0  | 0 | 0 | 0 | 2 | 0 | 0 | 0 | 0 | 1 | 0 | 0 | 0 | 2  | 0 | 32    |
| 1er : 15 pts ; 2e : 14 pts ; 3e : 13 pts ; 4e : 12 pts ; 5e : 11 pts ; 6e : 10 pts ; 7e : 9 pts ; 8e : 8 pts ; 9e : 7 pts ; 10e : 6 pts ; 11e : 5 pts ; 12e : 4 pts ; 13e : 3 pts ; 14e : 2 pts ; 15e : 1 pt Aucun point n'est attribué en cas de disqualification, d'abandon, et lorsqu'un athlète ne réalise pas de marque mesurée lors d'un concours En cas d'égalité, les athlètes se partagent le même nombre de points. |                    |    |   |   |   |   |   |   |   |   |   |   |   |   |    |   |       |

## Légende
Records et Performances
- AR : Record continental (area record)
- CR : Record des championnats (championship record)
- MR : Record du meeting (meet record)
- NR : Record national (national record)
- OR : Record olympique (olympic record)
- PR : Record paralympique (paralympic record)
- PB : Record personnel (personal best)
- SB : Meilleure performance personnelle de la saison (season's best)
- WL : Meilleure performance mondiale de l'année (world leader)
- WJR : Record du monde junior (world junior record)
- WR : Record du monde (world record)

Circonstances et Conditions
- DNF : N'a pas terminé (did not finish)
- DNS : N'a pas pris le départ (did not start)
- DQ : Disqualification (disqualification)
- NM : Aucun essai valable enregistré (No Mark)
- Q : Qualifié « directement » au prochain tour (ou à la prochaine compétition), lors d'une compétition majeure, grâce au classement ou à la réalisation des minima (automatic qualifier)
- q : Qualifié au prochain tour (ou à la prochaine compétition), lors d'une compétition majeure, grâce au repêchage ou à la réalisation de l'une des meilleures performances parmi celles des « non qualifiés directement » (grâce au meilleur temps ou à la meilleure distance par exemple) (secondary qualifier)